# Sucinagonia javetana
Sucinagonia javetana es una especie de insecto coleóptero de la familia Chrysomelidae.
Fue descrita científicamente en 1939 por Uhmann.